# 松尾三代太郎
松尾 三代太郎（まつお みよたろう、弘化4年（1847年） - 大正元年（1912年））は、紀州藩出身の軍人、甲申政変に関与した独立運動家。紀州きっての剣客で、朴泳孝の剣術師範を務めた。号は童阿弥。甥は東京商科大学三代学長の上田貞次郎。

## 経歴
松尾家は医師の家系で、祖父（師堂派検校・松尾家井一か？）が紀州藩徳川家上屋敷に定府として取り立てられた事に始まると推定される。上野戦争後、紀州へ渡り紀州藩士となる。
藩政改革により1871年（明治3年）ごろ紀州陸軍に入り、陸軍騎兵科の将校まで進み、騎兵大佐まで進むも、翌年廃藩置県により免官となる。西南戦争勃発後の1877年（明治10年）4月、士官相当壮兵に志願、壮兵第三中隊附となる。間もなく紀州藩出身者の壮兵中隊は遊撃歩兵大隊へと改編され、各鎮台・旅団へと派遣されることとなった。壮兵第三中隊も熊本鎮台隷下の遊撃歩兵第五大隊（大隊長：村井清少佐）第二中隊に改編、松尾は同中隊所属の歩兵少尉試補となる。
戦場で累進し大尉となるも、戦後、竹橋事件に連座して失脚したとされる。ただし、処罰対象者の中に彼の名前は確認できない。退官後、同藩の岡本柳之助と共に福澤諭吉の下を訪れ、慶應義塾に学ぶ。明治13年（1880年）に金玉均が来朝すると、朝鮮独立党支援に奔走し、牛場卓造、井上角五郎、高橋正信、岡本柳之助、原田一らと共に朝鮮に赴く。朝鮮の軍事調練を担当。また、徐載弼らの日本留学のあっせんも行った。
独立失敗に落胆して帰朝後、家財道具を売り払い、「協立商社」という消費組合のようなものを設立するなどしたがことごとく失敗、その後仏門に入り隠居。紀州徳川家に戻ることもなく、明治32年（1899年）からは井上角五郎の庇護を受けながら暮らしたという。

## 家族
妹は紀州藩の儒学者上田章に嫁ぐ。その次男は上田貞次郎。姉もやはり元紀州藩士で陸軍輜重兵中尉の草野可孝に嫁ぐ。その兄草野政信は紀州藩民政局参事で第十五国立銀行の設立にも携わり、同行世話役、日本鉄道会社理事委員も務め、後に歴史学者となる三宅米吉を育てたが、可孝は怠惰な人物で酒におぼれ、最終的に軍籍および勲位剥奪となり没落、離婚した。